# Columbia (Connecticut)
Columbia – miasto w Stanach Zjednoczonych, w stanie Connecticut, w hrabstwie Tolland.